# 모듈성 (프로그래밍)
모듈성은 컴퓨터 과학에서 응용되는 개념으로서, 특히 프로그래밍뿐만 아니라 인지과학에서 정신의 구조를 조사하는 데에도 사용된다. 모듈은 여러 가지로 정의될 수 있지만, 일반적으로 큰 체계의 구성요소이고, 다른 구성요소와 독립적으로 운영된다.

## 컴퓨터 과학에서의 모듈성
모듈성은 컴퓨터 프로그램이 모듈이라고 부르는 분리된 부분으로 작성될 때 나타나는 특성이다.
프로그램에서 임의의 두 부분이 직접적인 상호관계가 많아지면, 주로 모듈 간의 관계에 잘 정의된 인터페이스가 나타나는 프로그램에 비하여 모듈성이 떨어진다.
모듈화 프로그래밍 기법은 모듈성을 높이는 것이다.
따라서 클래스에 의해서 그리고 라이브러리에 의해 잘 정의된  인터페이스는 모듈이라는 기본적으로 본체에 대한 독립된 하위 객체라는 필연적인 관계의 큰 틀을 따르는 본체와 모듈간에 가지고 있는 문제들을 해결해 나가는 과정을 보여준다.

## 같이 보기
- 구조적 프로그래밍
- 절차적 프로그래밍
- 객체 지향 프로그래밍
- 관점 지향 프로그래밍
- 분산 컴퓨팅
- 인지과학
- 응집성
- 의존성
- 캡슐화
- 데이비드 퍼너스
- 정신의 모듈성
- 정신 철학